# Allard
För andra betydelser, se Allard (olika betydelser).
Allard var ett brittiskt bilmärke som grundades 1936 av Sydney Allard. Företaget var lokaliserat i Putney, London fram till 1945 och efter detta i Clapham, London. Företaget tillverkade ungefär 1900 bilar fram tills det stängdes 1966. Märket återupplivades i början av 2000-talet av Roger Allard, som tillverkar tidstrogna repliker av J2X i Kanada.
Allards bilar använde sig främst av stora amerikanska V8-motorer i små, lätta brittiska sportchassin, vilket gav bilarna en hög kraft kontra vikt-ratio.

## Bilmodeller

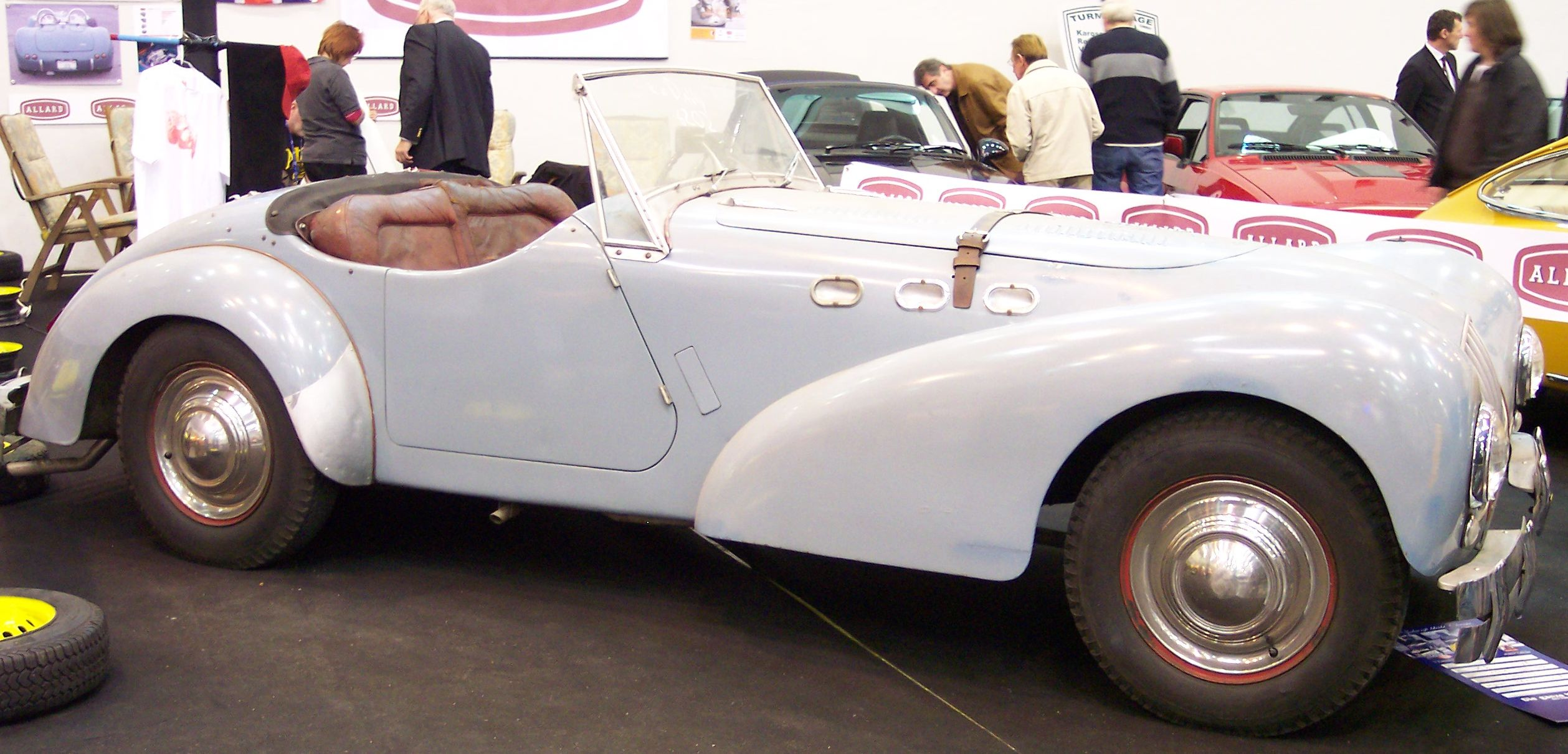
Allard K2

| Modell                    | Bild | Kaross          | Motor                               | Växellåda     | Tillverkningsår | Efterträdare | Övrigt |
| ------------------------- | ---- | --------------- | ----------------------------------- | ------------- | --------------- | ------------ | ------ |
| Allard J                  |      | Tvåsitsig       |                                     |               |                 |              |        |
| Allard J1                 |      | Tvåsitsig       |                                     |               |                 |              |        |
| Allard J2                 |      | Tvåsitsig       |                                     |               |                 |              |        |
| Allard J2X                |      |                 |                                     |               |                 |              |        |
| Allard K                  |      | Tvåsitsig       |                                     |               |                 |              |        |
| Allard K1                 |      | Tvåsitsig       |                                     |               |                 |              |        |
| Allard K2                 |      | Tvåsitsig sport |                                     |               |                 |              |        |
| Allard K3                 |      | Tvåsitsig sport |                                     |               |                 |              |        |
| Allard L                  |      | 4-sitsig tourer |                                     |               |                 |              |        |
| Allard M                  |      | 4-sitsig        |                                     |               |                 |              |        |
| Allard M2X                |      | 4-sitsig tourer | Ford V-8 Pilot sidventil, 3 622 cc  | 3-växlad Ford | 1950 - 1953     |              |        |
| Allard P1                 |      | Saloon          |                                     |               |                 |              |        |
| Allard P2 Saloon          |      | Saloon          |                                     |               |                 |              |        |
| Allard P2 Safari          |      |                 |                                     |               |                 |              |        |
| Allard Palm Beach         |      | 2-sitsig        | Rak 6:a Zephyr eller rak 4:a Consul | 3 vxl Ford    |                 |              |        |
| Allard Palm Beach MkII GT |      |                 |                                     |               |                 |              |        |